# Az Árulók – Gyilkosság a kastélyban
Az Árulók – Gyilkosság a kastélyban egy magyar taktikai-pszichológiai reality, amely a hollandiai RTL De Verraders című műsor magyar változata. A műsor maximális főnyereménye 20 millió forint.

## Története
2023. április 25-én Kolosi Péter, az RTL Magyarország tartalomért felelős vezérigazgató-helyettese a Digital-Media Hungary konferencián bejelentette, hogy érkezik a The Traitors magyar változata. 2023. augusztus 30-án az RTL Magyarország őszi sajtótájékoztatón közzétették, hogy a műsor magyar címe Az Árulók lett, és Árpa Attila a műsorvezetője. 2024. február 12-én bejelentették a műsor folytatását, a celebes változat mellett civilekkel is folytatódik a műsor.

## A műsor menete

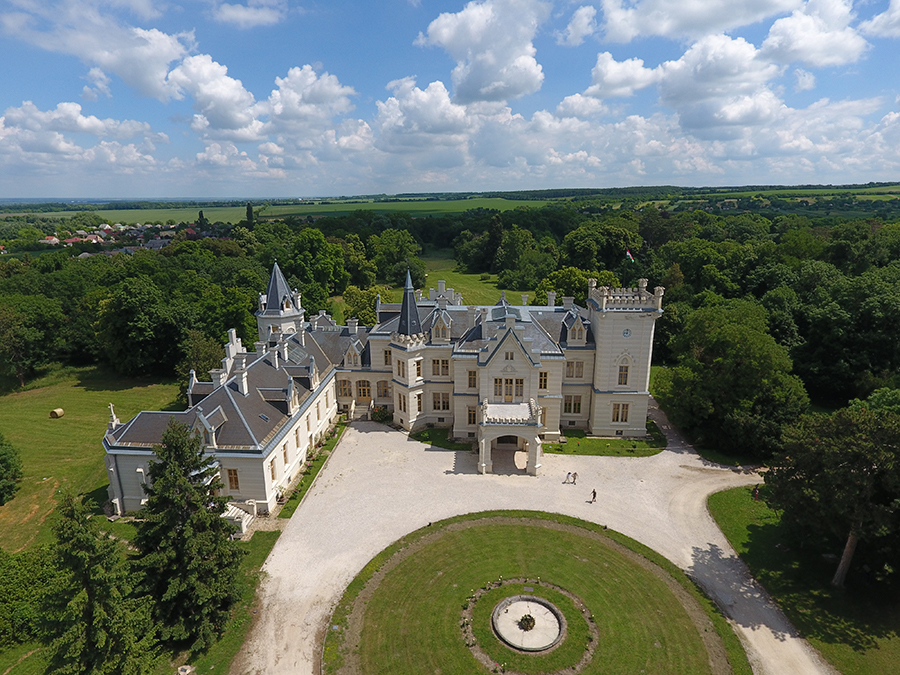
Az Árulók - Gyilkosság a kastélyban című műsor forgatásának helyszíne, a Nádasdy-kastély

A műsort a nádasdladányi Nádasdy-kastélyban forgatják.
A játékosokat "Ártatlannak" nevezik, de köztük vannak az "Árulók" is – a versenyzők egy, a műsorvezető által kiválasztott csoportja, akiknek célja, hogy kiiktassák az Ártatlanokat, és megszerezzék a nyereményt. (Az árulókat (három vagy négy árulót) a műsorvezető az első részben válogatja ki.) Amennyiben az Ártatlan versenyzők kiszavazzák az összes Árulót, megosztoznak a nyereményalapon, de ha bármelyik Áruló eljut a játék végéig, akkor ő egyedül nyeri a fődíjat.
Az Árulók minden este összegyűlnek egy Konklávé keretében, és döntenek egy ártatlan versenyzőről, akit "megölnek" és a játékos azonnal távozik a játékból. A megmaradt ártatlanok nem tudják, hogy ki esett ki, egészen másnapig, amikor az illető nem megy be a közös reggelire. A csoport ezután részt vesz egy küldetésben, hogy pénzt szerezzenek a nyereményalaphoz. Az első évadban néhány kihívás lehetőséget kínált arra is, hogy a játékosok felkeressék a fegyvertárat, ahol az egyik játékos titokban megkapja a pajzsot, amely védettséget biztosít a gyilkosság ellen, de a kiszavazás alól nem.
A második évadtól a pajzsot nem a fegyvertárból, hanem közvetlenül a küldetések alatt lehetett megszerezni.
Minden nap végén a játékosok részt vesznek a Kerekasztalon, ahol megbeszélik, hogy kit szavazzanak ki, mielőtt egyenként szavaznának a száműzendő játékosra. A legtöbb szavazatot kapott személy kiesik, és felfedi, hogy gyilkos vagy ártatlan volt. Amikor egy áruló kiesik, a megmaradt árulók lehetőséget kapnak egy másik játékos beszervezésére. A meghívott játékos visszautasíthatja az ajánlatot, viszont ha egy áruló egyedül marad, akkor zsarolnia kell. A megzsarolt játékos vagy elfogadja a zsarolást és ő is áruló lesz vagy azonnal kiesik a játékból.
A fináléban a legjobb 3 játékos a Tűzceremónián dönt arról, hogy szerintük maradt-e közöttük áruló vagy nem. Ha mindenki arra szavaz, hogy nincs közöttük áruló, akkor mindenki egyesével felfedi, hogy áruló volt-e vagy ártatlan. Ha bárki arra szavaz, hogy még van közöttük áruló, akkor ki kell szavazniuk valakit, ezt követően a bent maradt kettő játékos felfedi kilétét. Amennyiben az Ártatlan versenyzők kiszavazzák az összes Árulót, megosztoznak a nyereményalapon, de ha bármelyik Áruló eljut a játék végéig, akkor ő egyedül nyeri a fődíjat.

## Évadok
| Évadok         | Évadok | Adások száma | Első adás            | Utolsó adás       | Szereplők | Győztes    | Győztes         | Nyeremény                 | Műsorvezető | Eredeti adó |
| -------------- | ------ | ------------ | -------------------- | ----------------- | --------- | ---------- | --------------- | ------------------------- | ----------- | ----------- |
|                | 1.     | 12           | 2023. november 20.   | 2023. december 2. | Celebek   | Ártatlanok | Mohai Tamás     | 16 millió forint          | Árpa Attila |             |
| Szabados Ágnes | 1.     | 12           | 2023. november 20.   | 2023. december 2. | Celebek   | Ártatlanok |                 | 16 millió forint          | Árpa Attila |             |
| Tapasztó Orsi  | 1.     | 12           | 2023. november 20.   | 2023. december 2. | Celebek   | Ártatlanok |                 | 16 millió forint          | Árpa Attila |             |
|                | 2.     | 12           | 2024. szeptember 23. | 2024. október 10. | Celebek   | Ártatlanok | Hadas Krisztina | 15 millió 100 ezer forint | Árpa Attila |             |
| Muri Enikő     | 2.     | 12           | 2024. szeptember 23. | 2024. október 10. | Celebek   | Ártatlanok |                 | 15 millió 100 ezer forint | Árpa Attila |             |
| Url Izabell    | 2.     | 12           | 2024. szeptember 23. | 2024. október 10. | Celebek   | Ártatlanok |                 | 15 millió 100 ezer forint | Árpa Attila |             |
|                | 3.     | 13           | 2024. november 18.   | 2024. december 6. | Civilek   | Áruló      | Róka Gáspár     | 13 millió 150 ezer forint | Árpa Attila |             |
|                | 4.     | 12           | 2025. ősz            | N/A               | Celebek   | N/A        | N/A             | N/A                       | Árpa Attila |             |

## Versenyzők
Gyilkos/Áruló
     Ártatlan
     Halállista
     Pajzsot szerzett (ezért az adott játéknapon nem lehetett megölni)
     Kiszavazták
     Megölték
     Feladta a játékot
     Behívták árulónak, de nem fogadta el
| 1. évad           | 1. évad  | 1. évad  | 1. évad     | 1. évad     | 1. évad                              | 1. évad                              | 1. évad                              | 1. évad                              | 1. évad                              | 1. évad                              | 1. évad                              | 1. évad                              | 1. évad                              | 1. évad                              |
| Szereplő          | Epizódok | Epizódok | Epizódok    | Epizódok    | Epizódok                             | Epizódok                             | Epizódok                             | Epizódok                             | Epizódok                             | Epizódok                             | Epizódok                             | Epizódok                             | Epizódok                             | Epizódok                             |
| Szereplő          | 1.       | 2.       | 3.          | 4.          | 5.                                   | 6.                                   | 7.                                   | 8.                                   | 9.                                   | 10.                                  | 11.                                  | 11.                                  | 12.                                  | 12.                                  |
| ----------------- | -------- | -------- | ----------- | ----------- | ------------------------------------ | ------------------------------------ | ------------------------------------ | ------------------------------------ | ------------------------------------ | ------------------------------------ | ------------------------------------ | ------------------------------------ | ------------------------------------ | ------------------------------------ |
| Szabados Ágnes    | Ártatlan | Ártatlan | Ártatlan    | Ártatlan    | Ártatlan                             | Ártatlan                             | Ártatlan                             | Ártatlan                             | Ártatlan                             | Ártatlan                             | Ártatlan                             | Ártatlan                             | Ártatlan                             | Nyertesek                            |
| Tapasztó Orsi     | Ártatlan | Ártatlan | Ártatlan    | Ártatlan    | Ártatlan                             | Halállista                           | Halállista                           | Ártatlan                             | Ártatlan                             | Ártatlan                             | Ártatlan                             | Ártatlan                             | Ártatlan                             | Nyertesek                            |
| Mohai Tamás       | Ártatlan | Ártatlan | Ártatlan    | Ártatlan    | Ártatlan                             | Ártatlan                             | Ártatlan                             | Ártatlan                             | Ártatlan                             | Ártatlan                             | Ártatlan                             | Ártatlan                             | Ártatlan                             | Nyertesek                            |
| Törőcsik Dániel   | Ártatlan | Ártatlan | Ártatlan    | Ártatlan    | Áruló                                | Áruló                                | Áruló                                | Áruló                                | Áruló                                | Áruló                                | Áruló                                | Áruló                                | Áruló                                | Kiszavazták                          |
| Nádai Anikó       | Ártatlan | Ártatlan | Ártatlan    | Ártatlan    | Ártatlan                             | Halállista                           | Halállista                           | Ártatlan                             | Áruló                                | Áruló                                | Áruló                                | Kiszavazták                          | Kiszavazták                          | Kiszavazták                          |
| Nyáry Luca        | Ártatlan | Ártatlan | Ártatlan    | Ártatlan    | Ártatlan                             | Ártatlan                             | Ártatlan                             | Ártatlan                             | Ártatlan                             | Ártatlan                             | Megölték                             | Megölték                             | Megölték                             | Megölték                             |
| Gyenesei Leila    | Ártatlan | Ártatlan | Ártatlan    | Ártatlan    | Ártatlan                             | Ártatlan                             | Ártatlan                             | Ártatlan                             | Ártatlan                             | Megölték                             | Megölték                             | Megölték                             | Megölték                             | Megölték                             |
| Szalay Bence      | Ártatlan | Ártatlan | Ártatlan    | Áruló       | Áruló                                | Áruló                                | Áruló                                | Áruló                                | Áruló                                | Kiszavazták                          | Kiszavazták                          | Kiszavazták                          | Kiszavazták                          | Kiszavazták                          |
| Varga Ferenc      | Ártatlan | Ártatlan | Ártatlan    | Ártatlan    | Ártatlan                             | Ártatlan                             | Ártatlan                             | Ártatlan                             | Megölték                             | Megölték                             | Megölték                             | Megölték                             | Megölték                             | Megölték                             |
| Solti Ádám        | Ártatlan | Ártatlan | Ártatlan    | Ártatlan    | Ártatlan                             | Ártatlan                             | Ártatlan                             | Ártatlan                             | Feladta a játékot                    | Feladta a játékot                    | Feladta a játékot                    | Feladta a játékot                    | Feladta a játékot                    | Feladta a játékot                    |
| Vásáry André      | Ártatlan | Ártatlan | Ártatlan    | Ártatlan    | Ártatlan                             | Halállista                           | Halállista                           | Megölték                             | Megölték                             | Megölték                             | Megölték                             | Megölték                             | Megölték                             | Megölték                             |
| Horváth Éva       | Ártatlan | Ártatlan | Ártatlan    | Ártatlan    | Ártatlan                             | Ártatlan                             | Ártatlan                             | Kiszavazták                          | Kiszavazták                          | Kiszavazták                          | Kiszavazták                          | Kiszavazták                          | Kiszavazták                          | Kiszavazták                          |
| Visváder Tamás    | Ártatlan | Ártatlan | Ártatlan    | Ártatlan    | Ártatlan                             | Ártatlan                             | Kiszavazták                          | Kiszavazták                          | Kiszavazták                          | Kiszavazták                          | Kiszavazták                          | Kiszavazták                          | Kiszavazták                          | Kiszavazták                          |
| Henry Kettner     | Ártatlan | Ártatlan | Ártatlan    | Ártatlan    | Ártatlan                             | Megölték                             | Megölték                             | Megölték                             | Megölték                             | Megölték                             | Megölték                             | Megölték                             | Megölték                             | Megölték                             |
| Nagy Zsolt        | Áruló    | Áruló    | Áruló       | Áruló       | Áruló                                | Kiszavazták                          | Kiszavazták                          | Kiszavazták                          | Kiszavazták                          | Kiszavazták                          | Kiszavazták                          | Kiszavazták                          | Kiszavazták                          | Kiszavazták                          |
| Görgényi Fruzsina | Ártatlan | Ártatlan | Ártatlan    | Ártatlan    | Megölték                             | Megölték                             | Megölték                             | Megölték                             | Megölték                             | Megölték                             | Megölték                             | Megölték                             | Megölték                             | Megölték                             |
| Dobos Evelin      | Ártatlan | Ártatlan | Ártatlan    | Ártatlan    | Behívták árulónak, de nem fogadta el | Behívták árulónak, de nem fogadta el | Behívták árulónak, de nem fogadta el | Behívták árulónak, de nem fogadta el | Behívták árulónak, de nem fogadta el | Behívták árulónak, de nem fogadta el | Behívták árulónak, de nem fogadta el | Behívták árulónak, de nem fogadta el | Behívták árulónak, de nem fogadta el | Behívták árulónak, de nem fogadta el |
| Görög Zita        | Áruló    | Áruló    | Áruló       | Áruló       | Feladta a játékot                    | Feladta a játékot                    | Feladta a játékot                    | Feladta a játékot                    | Feladta a játékot                    | Feladta a játékot                    | Feladta a játékot                    | Feladta a játékot                    | Feladta a játékot                    | Feladta a játékot                    |
| Tóth Szabolcs     | Ártatlan | Ártatlan | Ártatlan    | Kiszavazták | Kiszavazták                          | Kiszavazták                          | Kiszavazták                          | Kiszavazták                          | Kiszavazták                          | Kiszavazták                          | Kiszavazták                          | Kiszavazták                          | Kiszavazták                          | Kiszavazták                          |
| Schumacher Vanda  | Ártatlan | Ártatlan | Megölték    | Megölték    | Megölték                             | Megölték                             | Megölték                             | Megölték                             | Megölték                             | Megölték                             | Megölték                             | Megölték                             | Megölték                             | Megölték                             |
| Krajnyák Luca     | Áruló    | Áruló    | Kiszavazták | Kiszavazták | Kiszavazták                          | Kiszavazták                          | Kiszavazták                          | Kiszavazták                          | Kiszavazták                          | Kiszavazták                          | Kiszavazták                          | Kiszavazták                          | Kiszavazták                          | Kiszavazták                          |
| Sváby András      | Ártatlan | Megölték | Megölték    | Megölték    | Megölték                             | Megölték                             | Megölték                             | Megölték                             | Megölték                             | Megölték                             | Megölték                             | Megölték                             | Megölték                             | Megölték                             |

| 2. évad          | 2. évad  | 2. évad  | 2. évad     | 2. évad     | 2. évad           | 2. évad           | 2. évad           | 2. évad           | 2. évad           | 2. évad           | 2. évad           | 2. évad           |
| Szereplő         | Epizódok | Epizódok | Epizódok    | Epizódok    | Epizódok          | Epizódok          | Epizódok          | Epizódok          | Epizódok          | Epizódok          | Epizódok          | Epizódok          |
| Szereplő         | 1.       | 2.       | 3.          | 4.          | 5.                | 6.                | 7.                | 8.                | 9.                | 10.               | 11.               | 12.               |
| ---------------- | -------- | -------- | ----------- | ----------- | ----------------- | ----------------- | ----------------- | ----------------- | ----------------- | ----------------- | ----------------- | ----------------- |
| Hadas Krisztina  | Ártatlan | Ártatlan | Ártatlan    | Ártatlan    | Ártatlan          | Ártatlan          | Ártatlan          | Ártatlan          | Ártatlan          | Pajzs             | Ártatlan          | Nyertesek         |
| Muri Enikő       | Ártatlan | Ártatlan | Ártatlan    | Ártatlan    | Ártatlan          | Ártatlan          | Ártatlan          | Ártatlan          | Ártatlan          | Ártatlan          | Ártatlan          | Nyertesek         |
| Url Izabell      | Ártatlan | Ártatlan | Ártatlan    | Ártatlan    | Ártatlan          | Ártatlan          | Ártatlan          | Ártatlan          | Ártatlan          | Ártatlan          | Ártatlan          | Nyertesek         |
| Hevér Gábor      | Áruló    | Áruló    | Áruló       | Áruló       | Áruló             | Áruló             | Áruló             | Áruló             | Áruló             | Áruló             | Áruló             | Kiszavazták       |
| Bíró Bea         | Ártatlan | Ártatlan | Ártatlan    | Ártatlan    | Ártatlan          | Halállista        | Ártatlan          | Ártatlan          | Áruló             | Áruló             | Áruló             | Kiszavazták       |
| Vályi István     | Ártatlan | Pajzs    | Ártatlan    | Ártatlan    | Ártatlan          | Ártatlan          | Ártatlan          | Ártatlan          | Ártatlan          | Ártatlan          | Kiszavazták       | Kiszavazták       |
| Kozma Dominik    | Ártatlan | Ártatlan | Ártatlan    | Ártatlan    | Ártatlan          | Halállista        | Pajzs             | Ártatlan          | Ártatlan          | Megölték          | Megölték          | Megölték          |
| Hermányi Mariann | Ártatlan | Ártatlan | Ártatlan    | Ártatlan    | Ártatlan          | Halállista        | Ártatlan          | Ártatlan          | Pajzs             | Kiszavazták       | Kiszavazták       | Kiszavazták       |
| Megyeri Csilla   | Ártatlan | Ártatlan | Ártatlan    | Ártatlan    | Ártatlan          | Ártatlan          | Ártatlan          | Ártatlan          | Megölték          | Megölték          | Megölték          | Megölték          |
| Dér Heni         | Áruló    | Áruló    | Áruló       | Áruló       | Áruló             | Áruló             | Áruló             | Áruló             | Kiszavazták       | Kiszavazták       | Kiszavazták       | Kiszavazták       |
| Molnár Áron      | Ártatlan | Ártatlan | Ártatlan    | Ártatlan    | Pajzs             | Ártatlan          | Ártatlan          | Kiszavazták       | Kiszavazták       | Kiszavazták       | Kiszavazták       | Kiszavazták       |
| Zdroba Patrik    | Ártatlan | Ártatlan | Ártatlan    | Ártatlan    | Ártatlan          | Halállista        | Megölték          | Megölték          | Megölték          | Megölték          | Megölték          | Megölték          |
| Lakatos László   | Áruló    | Áruló    | Áruló       | Áruló       | Áruló             | Áruló             | Kiszavazták       | Kiszavazták       | Kiszavazták       | Kiszavazták       | Kiszavazták       | Kiszavazták       |
| Erős Antónia     | Áruló    | Áruló    | Áruló       | Áruló       | Áruló             | Kiszavazták       | Kiszavazták       | Kiszavazták       | Kiszavazták       | Kiszavazták       | Kiszavazták       | Kiszavazták       |
| Herceg Erika     | Ártatlan | Ártatlan | Ártatlan    | Ártatlan    | Feladta a játékot | Feladta a játékot | Feladta a játékot | Feladta a játékot | Feladta a játékot | Feladta a játékot | Feladta a játékot | Feladta a játékot |
| Gáspár Kata      | Ártatlan | Ártatlan | Ártatlan    | Ártatlan    | Megölték          | Megölték          | Megölték          | Megölték          | Megölték          | Megölték          | Megölték          | Megölték          |
| Bereczki Zoltán  | Ártatlan | Pajzs    | Ártatlan    | Ártatlan    | Kiszavazták       | Kiszavazták       | Kiszavazták       | Kiszavazták       | Kiszavazták       | Kiszavazták       | Kiszavazták       | Kiszavazták       |
| Szorcsik Viki    | Ártatlan | Ártatlan | Ártatlan    | Ártatlan    | Megölték          | Megölték          | Megölték          | Megölték          | Megölték          | Megölték          | Megölték          | Megölték          |
| Sváby András     | Ártatlan | Ártatlan | Ártatlan    | Kiszavazták | Kiszavazták       | Kiszavazták       | Kiszavazták       | Kiszavazták       | Kiszavazták       | Kiszavazták       | Kiszavazták       | Kiszavazták       |
| Vadon János      | Ártatlan | Ártatlan | Megölték    | Megölték    | Megölték          | Megölték          | Megölték          | Megölték          | Megölték          | Megölték          | Megölték          | Megölték          |
| Mehringer Marci  | Ártatlan | Ártatlan | Kiszavazták | Kiszavazták | Kiszavazták       | Kiszavazták       | Kiszavazták       | Kiszavazták       | Kiszavazták       | Kiszavazták       | Kiszavazták       | Kiszavazták       |
| Bárdosi Sándor   | Ártatlan | Megölték | Megölték    | Megölték    | Megölték          | Megölték          | Megölték          | Megölték          | Megölték          | Megölték          | Megölték          | Megölték          |

| 3. évad                     | 3. évad  | 3. évad  | 3. évad     | 3. évad     | 3. évad     | 3. évad     | 3. évad     | 3. évad     | 3. évad     | 3. évad     | 3. évad     | 3. évad     | 3. évad        |
| Szereplő                    | Epizódok | Epizódok | Epizódok    | Epizódok    | Epizódok    | Epizódok    | Epizódok    | Epizódok    | Epizódok    | Epizódok    | Epizódok    | Epizódok    | Epizódok       |
| Szereplő                    | 1.       | 2.       | 3.          | 4.          | 5.          | 6.          | 7.          | 8.          | 9.          | 10.         | 11.         | 12.         | 13.            |
| --------------------------- | -------- | -------- | ----------- | ----------- | ----------- | ----------- | ----------- | ----------- | ----------- | ----------- | ----------- | ----------- | -------------- |
| Róka Gáspár                 | Ártatlan | Áruló    | Áruló       | Áruló       | Áruló       | Áruló       | Áruló       | Áruló       | Áruló       | Áruló       | Áruló       | Áruló       | Nyertes        |
| Kovács Zsuzsanna            | Ártatlan | Ártatlan | Ártatlan    | Ártatlan    | Ártatlan    | Ártatlan    | Pajzs       | Ártatlan    | Ártatlan    | Ártatlan    | Ártatlan    | Ártatlan    | Nem nyerhetett |
| dr. Rátkai Tímea            | Áruló    | Áruló    | Áruló       | Áruló       | Áruló       | Áruló       | Áruló       | Áruló       | Áruló       | Áruló       | Áruló       | Áruló       | Kiszavazták    |
| Antunovits Ferenc           | Ártatlan | Ártatlan | Ártatlan    | Ártatlan    | Ártatlan    | Ártatlan    | Ártatlan    | Ártatlan    | Ártatlan    | Ártatlan    | Ártatlan    | Ártatlan    | Kiszavazták    |
| Sári Eleonóra               | Áruló    | Áruló    | Áruló       | Áruló       | Áruló       | Áruló       | Áruló       | Áruló       | Pajzs       | Áruló       | Áruló       | Áruló       | Kiszavazták    |
| Antunovits-Szekeres Szilvia | Ártatlan | Ártatlan | Ártatlan    | Ártatlan    | Ártatlan    | Ártatlan    | Ártatlan    | Ártatlan    | Ártatlan    | Ártatlan    | Ártatlan    | Ártatlan    | Megölték       |
| Alexy Viktor                | Ártatlan | Ártatlan | Ártatlan    | Ártatlan    | Ártatlan    | Ártatlan    | Ártatlan    | Ártatlan    | Ártatlan    | Pajzs       | Pajzs       | Kiszavazták | Kiszavazták    |
| Huller Ákos                 | Ártatlan | Ártatlan | Ártatlan    | Ártatlan    | Ártatlan    | Ártatlan    | Ártatlan    | Ártatlan    | Ártatlan    | Ártatlan    | Ártatlan    | Megölték    | Megölték       |
| Győri-Nádai Réka            | Áruló    | Áruló    | Áruló       | Pajzs       | Áruló       | Áruló       | Áruló       | Halállista  | Áruló       | Áruló       | Kiszavazták | Kiszavazták | Kiszavazták    |
| Takács Dorottya             | Ártatlan | Ártatlan | Ártatlan    | Ártatlan    | Ártatlan    | Pajzs       | Ártatlan    | Pajzs       | Ártatlan    | Kiszavazták | Kiszavazták | Kiszavazták | Kiszavazták    |
| Szász Dániel                | Ártatlan | Ártatlan | Ártatlan    | Ártatlan    | Ártatlan    | Pajzs       | Ártatlan    | Halállista  | Megölték    | Megölték    | Megölték    | Megölték    | Megölték       |
| Stágl Olivér                | Ártatlan | Ártatlan | Ártatlan    | Ártatlan    | Ártatlan    | Ártatlan    | Ártatlan    | Halállista  | Kiszavazták | Kiszavazták | Kiszavazták | Kiszavazták | Kiszavazták    |
| Smitnya Enikő               | Ártatlan | Ártatlan | Ártatlan    | Ártatlan    | Ártatlan    | Ártatlan    | Ártatlan    | Kiszavazták | Kiszavazták | Kiszavazták | Kiszavazták | Kiszavazták | Kiszavazták    |
| Trabach Veronika            | Ártatlan | Ártatlan | Ártatlan    | Ártatlan    | Ártatlan    | Ártatlan    | Ártatlan    | Megölték    | Megölték    | Megölték    | Megölték    | Megölték    | Megölték       |
| Fülöp Zoltán                | Ártatlan | Ártatlan | Ártatlan    | Ártatlan    | Ártatlan    | Ártatlan    | Kiszavazták | Kiszavazták | Kiszavazták | Kiszavazták | Kiszavazták | Kiszavazták | Kiszavazták    |
| Csányi Karin                | Ártatlan | Ártatlan | Ártatlan    | Ártatlan    | Ártatlan    | Ártatlan    | Megölték    | Megölték    | Megölték    | Megölték    | Megölték    | Megölték    | Megölték       |
| Kereki Kristóf              | Pajzs    | Ártatlan | Ártatlan    | Ártatlan    | Ártatlan    | Kiszavazták | Kiszavazták | Kiszavazták | Kiszavazták | Kiszavazták | Kiszavazták | Kiszavazták | Kiszavazták    |
| Szántó Dániel               | Ártatlan | Ártatlan | Ártatlan    | Ártatlan    | Ártatlan    | Megölték    | Megölték    | Megölték    | Megölték    | Megölték    | Megölték    | Megölték    | Megölték       |
| Szűcs Gergely               | Ártatlan | Ártatlan | Ártatlan    | Ártatlan    | Kiszavazták | Kiszavazták | Kiszavazták | Kiszavazták | Kiszavazták | Kiszavazták | Kiszavazták | Kiszavazták | Kiszavazták    |
| Barát Enikő                 | Pajzs    | Ártatlan | Megölték    | Megölték    | Megölték    | Megölték    | Megölték    | Megölték    | Megölték    | Megölték    | Megölték    | Megölték    | Megölték       |
| Polgár Ildikó               | Pajzs    | Ártatlan | Kiszavazták | Kiszavazták | Kiszavazták | Kiszavazták | Kiszavazták | Kiszavazták | Kiszavazták | Kiszavazták | Kiszavazták | Kiszavazták | Kiszavazták    |
| Feichtinger Dániel          | Ártatlan | Megölték | Megölték    | Megölték    | Megölték    | Megölték    | Megölték    | Megölték    | Megölték    | Megölték    | Megölték    | Megölték    | Megölték       |

| 4. évad  | 4. évad  | 4. évad  | 4. évad  | 4. évad  | 4. évad  | 4. évad  | 4. évad  | 4. évad  | 4. évad  | 4. évad  | 4. évad  | 4. évad  |
| Szereplő | Epizódok | Epizódok | Epizódok | Epizódok | Epizódok | Epizódok | Epizódok | Epizódok | Epizódok | Epizódok | Epizódok | Epizódok |
| Szereplő | 1.       | 2.       | 3.       | 4.       | 5.       | 6.       | 7.       | 8.       | 9.       | 10.      | 11.      | 12.      |
| -------- | -------- | -------- | -------- | -------- | -------- | -------- | -------- | -------- | -------- | -------- | -------- | -------- |
| N/A      |          |          |          |          |          |          |          |          |          |          |          |          |
| N/A      |          |          |          |          |          |          |          |          |          |          |          |          |
| N/A      |          |          |          |          |          |          |          |          |          |          |          |          |
| N/A      |          |          |          |          |          |          |          |          |          |          |          |          |
| N/A      |          |          |          |          |          |          |          |          |          |          |          |          |
| N/A      |          |          |          |          |          |          |          |          |          |          |          |          |
| N/A      |          |          |          |          |          |          |          |          |          |          |          |          |
| N/A      |          |          |          |          |          |          |          |          |          |          |          |          |
| N/A      |          |          |          |          |          |          |          |          |          |          |          |          |
| N/A      |          |          |          |          |          |          |          |          |          |          |          |          |
| N/A      |          |          |          |          |          |          |          |          |          |          |          |          |
| N/A      |          |          |          |          |          |          |          |          |          |          |          |          |
| N/A      |          |          |          |          |          |          |          |          |          |          |          |          |
| N/A      |          |          |          |          |          |          |          |          |          |          |          |          |
| N/A      |          |          |          |          |          |          |          |          |          |          |          |          |
| N/A      |          |          |          |          |          |          |          |          |          |          |          |          |
| N/A      |          |          |          |          |          |          |          |          |          |          |          |          |
| N/A      |          |          |          |          |          |          |          |          |          |          |          |          |
| N/A      |          |          |          |          |          |          |          |          |          |          |          |          |
| N/A      |          |          |          |          |          |          |          |          |          |          |          |          |
| N/A      |          |          |          |          |          |          |          |          |          |          |          |          |
| N/A      |          |          |          |          |          |          |          |          |          |          |          |          |

## Díjak
| Év   | Díj                       | Díj                       | Jelölt                              | Eredmény | Link  |
| ---- | ------------------------- | ------------------------- | ----------------------------------- | -------- | ----- |
| 2024 | Televíziós Újságírók Díja | Legjobb férfi műsorvezető | Árpa Attila                         | Jelölve  | [ 8 ] |
| 2024 | Televíziós Újságírók Díja | Legjobb Reality           | Az Árulók – Gyilkosság a kastélyban | Elnyerte | [ 8 ] |
| 2025 | Televíziós Újságírók Díja | Legjobb Reality           | Az Árulók – Gyilkosság a kastélyban | Elnyerte | [ 9 ] |
| 2025 | Televíziós Újságírók Díja | Legjobb férfi műsorvezető | Árpa Attila                         | Elnyerte | [ 9 ] |

## Az Árulók – Titkok a kastélyban
Az Árulók – Gyilkosság a kastélyban 2. évadától indult hivatalos kibeszélő műsora, ami 2024. szeptember 27-én indult az IndaPlayen. A 3. évadától az RTL.hu-n elérhető.
| Évad | Évad | Műsor címe                      | Részek száma | Bemutató             | Finálé            | Műsorvezető     | Premier műsorsáv              | Csatorna |
| ---- | ---- | ------------------------------- | ------------ | -------------------- | ----------------- | --------------- | ----------------------------- | -------- |
|      | 1.   | Az Árulók – Titkok a kastélyban | 5            | 2024. szeptember 27. | 2024. október 11. | Dávid Péter     | péntek és vasárnap este 19:50 |          |
|      | 2.   | Az Árulók – Titkok a kastélyban | 3            | 2024. november 22.   | 2024. december 6. | Gosztonyi Zsolt | péntek 19:00                  | RTL.hu   |
|      | 3.   | Az Árulók – Titkok a kastélyban | N/A          | 2025.                | N/A               | N/A             | N/A                           | N/A      |